# شهرستان کلمبوس (کارولینای شمالی)
شهرستان کلمبوس، کارولینای شمالی (به انگلیسی: Columbus County, North Carolina) یک سکونتگاه مسکونی در ایالات متحده آمریکا است که در کارولینای شمالی واقع شده‌است.

## خصوصیات
شهرستان کلمبوس ۲٬۴۷۰٫۸۶ کیلومترمربع مساحت دارد.